# Гумерово (Давлекановський район)
Гуме́рово (рос. Гумерово, башк. Ғүмәр) — присілок у складі Давлекановського району Башкортостану, Росія. Входить до складу Кадиргуловської сільської ради.
Населення — 40 осіб (2010; 63 в 2002).
Національний склад:
- башкири — 57 %
- татари — 43 %